# Hasanovići
Hasanovići su naseljeno mjesto u općini Konjic, Federacija Bosne i Hercegovine, BiH.

## Stanovništvo

### 1991.
Nacionalni sastav stanovništva 1991. godine, bio je sljedeći:
ukupno: 91
- Muslimani – 91

### 2013.
Nacionalni sastav stanovništva 2013. godine, bio je sljedeći:
ukupno: 31
- Bošnjaci – 28
- ostali, neopredijeljeni i nepoznato – 3

## Vanjske poveznice
- Satelitska snimka[neaktivna poveznica]